# NHK南鰺ヶ沢中継局
NHK南鰺ヶ沢中継局（エヌエイチケイみなみあじがさわちゅうけいきょく）は、青森県西津軽郡鰺ヶ沢町にあるNHK青森放送局のFMラジオ放送の中継局である。かつては地上アナログテレビ放送の中継局も設置されていたが、2011年に廃止された。

## 中継局概要

### FMラジオ放送
| 周波数  | 放送局名   | 空中線 電力 | ERP  | 放送対象地域 | 放送区域 内世帯数 | 運用開始日     |
| ------- | ---------- | ----------- | ---- | ------------ | ----------------- | -------------- |
| 85.0MHz | NHK 青森FM | 10W         | 9.3W | 青森県       | -                 | 1972年 5月26日 |

- 所在地： 西津軽郡鰺ヶ沢町（八景森）
- 放送区域： 主に鷹森山･青森送信所からの電波が届かない鰺ヶ沢町の西部で受信されている[要出典]。

### アナログテレビ放送
| チャンネル 番号 | 放送局名     | 空中線 電力       | ERP               | 放送対象地域 | 放送区域 内世帯数 | 運用開始日     |
| --------------- | ------------ | ----------------- | ----------------- | ------------ | ----------------- | -------------- |
| 8               | NHK 青森総合 | 映像10W/ 音声2.5W | 映像30W/ 音声7.4W | 青森県       | -                 | 1965年 12月2日 |
| 12              | NHK 青森教育 | 映像10W/ 音声2.5W | 映像30W/ 音声7.4W | 全国         | -                 | 1965年 12月2日 |

- 所在地： FMラジオ放送に同じ
- 放送区域： 中州川山･五所川原中継局からの電波が届かない鰺ヶ沢町の西部で受信されていた。[要出典]
- 2011年7月24日をもってすべて廃止された。なお、民放局にはチャンネルが割り当てられておらず、鰺ヶ沢赤石局や鰺ヶ沢一ツ森局によってカバーされていた。
- デジタルテレビ放送は青森本局、鰺ヶ沢中村局、鰺ヶ沢赤石局によってカバーされている[3]。